# Тополи (Черкасская область)
Тополи (укр. Тополі) — село в Драбовском районе Черкасской области Украины. Входит в состав Левченского сельского совета. У села берёт начало река Ковраец.

## Население
По данным на середину 1980-х годов, в селе проживало около 310 человек. По данным 2001 года, в селе проживало 307 человек.

### Языковой состав
Родной язык населения по данным переписи 2001 года:
| Язык       | Численность, чел. | Доля     |
| ---------- | ----------------- | -------- |
| Украинский | 304               | 99,02 %  |
| Другое     | 3                 | 0,98 %   |
| Итого      | 307               | 100,00 % |